# أحمد الرفاعي (مذيع)
أحمد الرفاعي (27 نوفمبر 1983)، إعلامي وكاتب كويتي

## حياته
هو ابن الممثل عبد الحميد الرفاعي،حاصل على شهادتين الأولى بكالوريوس إعلام والثانية بكالوريوس في إدارة الأعمال من الجامعة الأمريكية

## مشواره المهني
بدايته كانت في برنامج الأطفال «عيال الديرة» «ماما أنيسة» على شاشة تلفزيون الكويت، انتقل بعدها إلى العمل الصحافي وعمل محرراً، بعد فترة أصبحت مدير مكتب رئيس تحرير «الراي» وسانده مديرها يوسف الجلاهمة
شارك في برنامج «ستار أكاديمي» لكنه انسحب في آخر خطوة بعدما تم قبوله من اللجنة وتوجه لاختبار المذيعين في تلفزيون الراي انطلاقته الفعلية في تقديم البرامج كانت عام 2008 حيث بعد قدم برنامج «رايكم شباب»وحفلات هلا فبرايرانتقل إلى قناة الكوت ثم انتقل عام 2017 إلى قناة الشاهد. وقدم فقرة الأخبار المحلية ضمن برنامج ديوان

## البرامج التي قدمها
| العام     | اسم البرنامج               | عرض على        |
| --------- | -------------------------- | -------------- |
|           | عيال الديرة                | تلفزيون الكويت |
| 2008      | رايكم شباب                 | تلفزيون الراي  |
| 2008      | حفلات هلا فبراير           | تلفزيون الراي  |
| 2013-2017 | أهل الديرة                 | تلفزيون الكوت  |
| 2015      | المرصد                     | تلفزيون الكوت  |
| 2016      | سلام يا كويت               | تلفزيون الكوت  |
| 2016      | أكاديمية طلاب              | تلفزيون الكوت  |
| 2017      | ديوان فقرة الأخبار المحلية | قناة الشاهد    |
| 2018      | استجواب                    | قناة سكوب      |
| 2018      | بوركت يا كويت              | إذاعة الكويت   |
| 2020      | توالي الليل                | انستقرام       |
| 2020      | مساء الخير يا كويت         | تلفزيون الكويت |

### الإصدرات المكتوبة
| العام | الرواية         | دار النشر       |
| ----- | --------------- | --------------- |
| 2017  | تعبت أشتاق      | دار ذات السلاسل |
| 2018  | عيونك آخر آمالي | دار ذات السلاسل |
| 2020  | كشفوا سر الهوى  | دار شغف         |